# Argenis Mendez
Argenis Alexander Mendez Zapata (ur. 3 lipca 1986 w San Juan de la Maguana) – dominikański bokser, aktualny zawodowy mistrz świata wagi super piórkowej (do 130 funtów) federacji IBF.

## Kariera amatorska
Sukcesy rozpoczął odnosić już w wieku juniorskim. W 2003 został wicemistrzem świata kadetów a w 2004 wicemistrzem świata juniorów.
W roku 2004 reprezentował Dominikanę na Igrzyskach Olimpijskich w Atenach. Przegrał w pierwszej walce z Ukraińcem Maksymem Trietiakiem.
W 2005 wystąpił na Mistrzostwach panamerykańskich w Teresopolis (Brazylia). Pokonał w ćwierćfinale Eddy Floresa (Kuba) a w półfinale Portorykańczyka Abnera Cotto. W finale wygrał z Brazylijczykiem Danielem Silvą i zdobył złoty medal. Miesiąc później wystąpił na Mistrzostwach Świata w Mianyang (Chiny). Po pokonaniu Jyri Naskali (Finlandia) przegrał z przyszłym mistrzem Rosjaninem Aleksiejem Tiszczenko.
W trakcie kariery amatorskiej wygrał 238 walk i 12 przegrał.

## Kariera zawodowa
Karierę zawodową rozpoczął 18 grudnia 2006. Do stycznia 2011 stoczył 19 walk, z których 18 wygrał i 1 przegrał. W tym czasie zdobył tytuły WBA Fedelatin i USBA.
19 marca 2011 stanął przed szansą zdobycia wakującego tytułu mistrza świata federacji IBF. Zmierzył się z byłym mistrzem WBA, Meksykaninem Juanem Carlosem Salgado. Po wyrównanej walce i kontrowersyjnej decyzji, mając przeciwnika na deskach w dwunastej rundzie, Mendez przegrał jednogłośnie na punkty.
Po wygraniu 2 kolejnych walk (między innymi eliminatora do tytułu IBF z Meksykaninem Martinem Honorio) stanął do pojedynku rewanżowego z Salgado. 9 marca 2013 w Costa Mesa (Stany Zjednoczone) znokautował przeciwnika w czwartej rundzie i został nowym mistrzem świata.